# Elka Mitzewa
Elka Mitzewa (* 1938 in Sofia) ist eine bulgarische Opernsängerin (Sopran).

## Leben
Nach Gesangstudien an der Musikakademie Sofia und am Konservatorium Wien debütierte Elka Mitzewa 1961 in Luzern als Senta in der Oper Der fliegende Holländer von Richard Wagner. Es folgten Auftritte an der Staatsoper Stuttgart, am Stadttheater Mainz und am Staatstheater Wiesbaden. Ab 1966 war sie Ensemblemitglied der Nationaloper Sofia. Gleichzeitig trat sie regelmäßig an der Staatsoper Berlin auf. Außerdem trat sie in Hannover, Frankfurt a. M., Dortmund, Zürich, Barcelona, Prag, Helsinki und Lausanne auf. Zu ihrem umfangreichen Repertoire gehörten Rollen wie die Titelpartie in Madama Butterfly, Mimi in La Bohème und Liu in Turandot von Giacomo Puccini, Gräfin in Figaros Hochzeit von Wolfgang Amadeus Mozart, die Titelpartie in Rusalka von Antonín Dvořák, die Titelpartie in Jenůfa von Leoš Janáček, Agathe im Freischütz von Carl Maria von Weber, Tatiana in Eugene Onegin von Pjotr Iljitsch Tschaikowski und Micaela in Carmen von Georges Bizet. Zudem trat sie als Konzertsängerin auf.

## Aufnahmen
- Kálmán: Die Csárdásfürstin – Querschnitt (Berlin Classics)
- Dvořák: Rusalka – Querschnitt (Berlin Classics)